# Мартинов Валентин
Валентин Мартинов (1938, Ленінград, СРСР) — радянський хокеїст, нападник. Автор першої закинутої шайби київським «Динамо» в чемпіонаті СРСР.

## Спортивна кар'єра
З 1956 по 1961 рік виступав за ленінградську команду «Кіровець» («Авангард»). В елітному дивізіоні радянського хокею закинув 21 шайбу. 1963 року ввійшов до складу новоствореної команди «Динамо» (Київ). Найрезультативніший гравець першого сезону — 16 голів (разом з Олександром Кузнецовим).

## Статистика
| Сезон   | Клуб                   | Ліга  | І  | Г  | П | О  | ШХ |
| ------- | ---------------------- | ----- | -- | -- | - | -- | -- |
| 1956-57 | «Авангард» (Ленінград) | вища  |    | 2  |   |    |    |
| 1957-58 | «Авангард» (Ленінград) | вища  |    | 5  |   |    |    |
| 1958-59 | «Кіровець» (Ленінград) | вища  |    | 6  |   |    |    |
| 1959-60 | «Кіровець» (Ленінград) | вища  |    | 4  |   |    |    |
| 1960-61 | «Кіровець» (Ленінград) | вища  | 14 | 4  |   |    |    |
| 1963-64 | «Динамо» (Київ)        | перша | 40 | 16 | 2 | 18 |    |